# 時間和頻率轉換
時間和頻率轉換敘述如何將時間和頻率從一個地點轉移到另一個地點，並進行比較和量度。這種技術經常用於創建和散佈標準時間的標度，像是國際原子時。
時間和頻率轉換技術的例子包括：
- 同時觀測的方法：
  - 同時載體階段觀察GPS的信號
  - 經由電視傳送的同時觀測轉換時間
  - 經由電波天文學訊號的同時觀測轉換時間
- 雙向傳輸方法：
  - 雙向衛星時間和頻率轉換

## 外部連結
- GPS and TV Time Comparison Techniques
- Time and Frequency Transfer using the phase of the GPS Carrier
- Global Positioning System Carrier-Phase